# زبان مرده

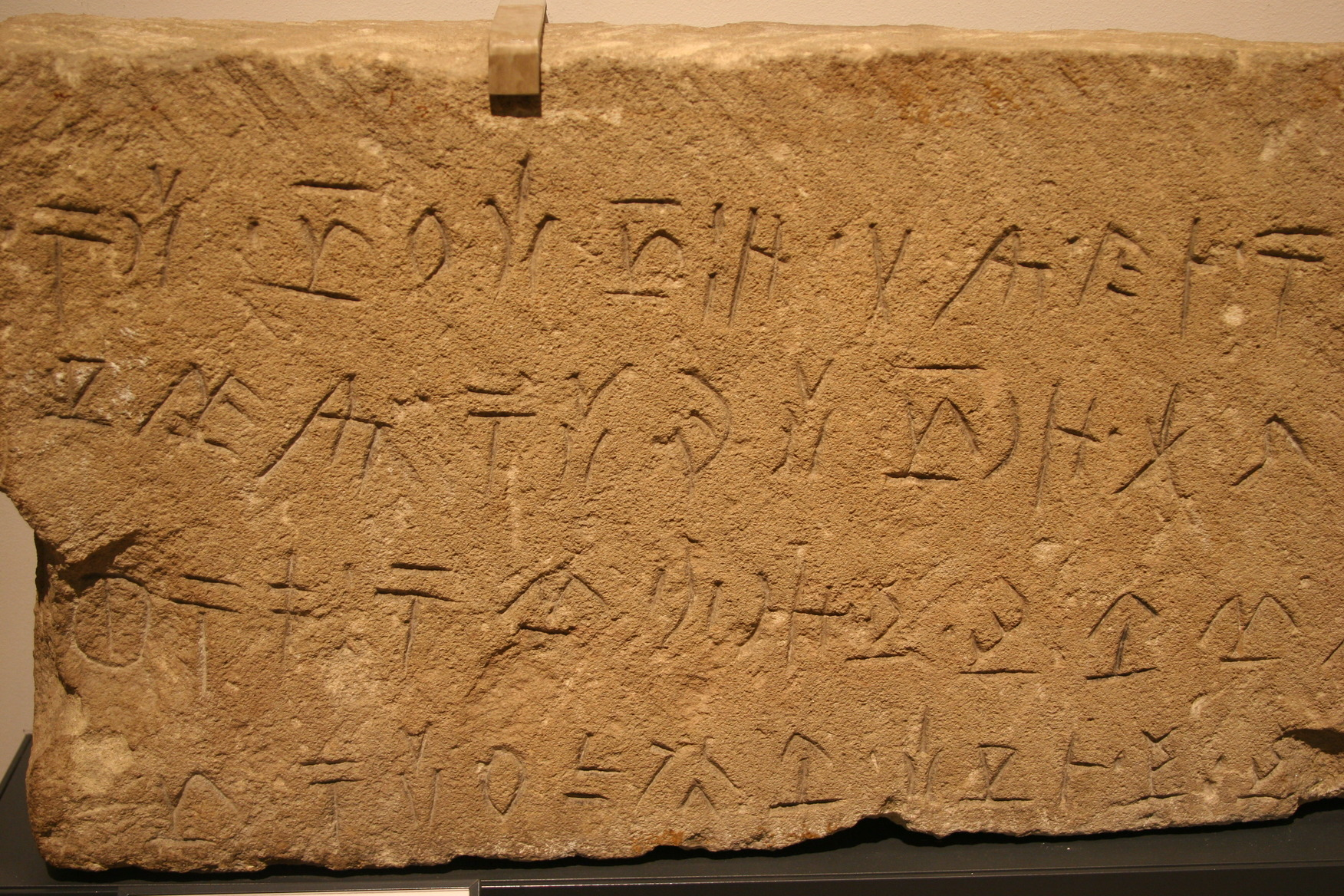
خط اتوکیپرویت در قبرس میان ۵۰۰-۳۰۰ قبل از میلاد مسیح در موزه اشمولین

زبان مُرده زبانی است که دگرگونی و تغییر در دستور زبان و واژگانش متوقف شده ولی ممکن است هنوز گویشورانی داشته باشد مانند زبان قبطی.
در مقابل، اصطلاح زبان متروک به معنی زبانی است که دیگر زبان مادری کسی نیست. زبان زبان مصری، سانسکریت، یونانی باستان، انگلیسی باستان و انگلیسی میانه جزو زبان‌های مرده هستند.